# Stiftung 20. Juli 1944
Die Stiftung 20. Juli 1944 ist aus der Stiftung „Hilfswerk 20. Juli 1944“ hervorgegangen, die 1949 auf Initiative Überlebender und Hinterbliebener des deutschen Widerstandes und des damaligen Bundespräsidenten Theodor Heuss errichtet wurde. Ihr wichtigster Zweck war damals die Unterstützung von Angehörigen der Widerstandsbewegung gegen das nationalsozialistische Regime und deren Hinterbliebenen, insbesondere jener der Toten des 20. Juli 1944.

## Aufgaben
Heute hat die „Stiftung 20. Juli 1944“ ihre Geschäftsstelle in der Gedenkstätte Deutscher Widerstand in Berlin. Die Stiftung erfüllt folgende Aufgaben:
- Beratung und Betreuung aller noch lebender Widerstandskämpfer, ihrer Familien, aber auch andere Opfer des NS-Regimes
- Begleitung von Tagungen und Symposien zu widerstandsrelevanten Themen
- Wissenschaftliche Erforschung der Geschichte der Widerstandsbewegung sowie kompetente Begleitung der Forschungsarbeit zum Widerstand in Universitäten, Hochschulen und Instituten
- Aktive Vermittlung von Referenten zu widerstandsrelevanten Themen für Schulen, Tagungen, Kolloquien und Diskussionen
- Unterstützung der Arbeit an und in Gedenkstätten ehemaliger KZ-Lager der Nationalsozialisten (z. B. Sachsenhausen) und anderen Orten (z. B. Kreisau)
- Zusammenarbeit mit nahestehenden Institutionen (z. B. Forschungsgemeinschaft 20. Juli 1944 e. V.[1], Freya von Moltke-Stiftung, Stiftung Kreisau für Europäische Verständigung, Weiße Rose Stiftung e. V.)
- Vorbereiten und Durchführen der jährlichen Gedenkfeiern in Berlin zum 20. Juli in der Stauffenbergstraße und in Plötzensee, gemeinsam mit der Bundesregierung und den Verfolgtenverbänden.
- Konzeption und Verleih von Ausstellungen wie z. B. „Was konnten sie tun? Widerstand gegen den Nationalsozialismus 1939–1945“ oder „Claus Schenk Graf von Stauffenberg und der Umsturzversuch vom 20. Juli 1944“[2]

Die Stiftung finanziert sich durch Zuwendungen der Beauftragten des Bundes für Kultur und Medien, also durch Steuergelder, sowie durch Spenden.
Die Organe der Stiftung sind Vorstand und Kuratorium, bestehend aus Familienmitgliedern des Widerstands, Mitgliedern der Verfolgtenverbände, Vertretern des öffentlichen Lebens, Vertretern der Glaubensgemeinschaften sowie einem Vertreter der Bundesregierung. Vorstand und Kuratorium arbeiten ehrenamtlich.

## Geschichte
Überlebende und Familienangehörige von am Umsturzversuch des 20. Juli 1944 Beteiligten gründeten bald nach Kriegsende das „Hilfswerk 20. Juli 1944“. An dem Hilfswerk  war Käthe Kuhn beteiligt, die mit Helmut Gollwitzer und Reinhold Schneider Abschiedsbriefe und Aufzeichnungen des deutschen Widerstands herausgab. Weitere Gründungsmitglieder waren u. a. Walter Bauer, Fabian von Schlabrendorff und Elisabeth Gärtner-Strünck. Nach ihrer Rückkehr nach Deutschland konnte Käthe Kuhn auf vorhandene amerikanische Kontakte und finanzielle Unterstützungen zurückgreifen.
Zu den Gründungsmitgliedern der Stiftung  gehörten u. a. Carl-Hans Graf von Hardenberg und seine Frau Renate Gräfin von Hardenberg, Walter Bauer, Gustav Dahrendorf, Otto Lenz, Hermann Freiherr von Lüninck, Gerhard Ritter, Alexander Graf von Stauffenberg und Elisabeth Strünck. Die Nachfolgegeneration bildete Emil Henk, Eberhard Bethge, Ludwig von Hammerstein, Reinhard Goerdeler und Dieter Thomas. Eric Warburg trat an die Gräfin Hardenberg heran und überwies einen Betrag von  8000 DM.
Wichtigstes Ziel der Stiftung war damals die materielle Unterstützung der Opfer des Nationalsozialismus, vor allem der Witwen und Waisen der am Umsturzversuch des 20. Juli 1944 beteiligten Widerstandskämpfer, deren Ansprüche von der deutschen Wiedergutmachungspolitik nicht ausdrücklich geregelt worden waren. So erhielt die Witwe von Hellmuth Stieff erst 1960 nach langjährigem Rechtsstreit eine gesetzliche Hinterbliebenenrente. Außerdem setzte sich die Stiftung für die Rehabilitierung der Widerständler ein. Dies gelang erst 1998, als mit dem Gesetz zur Aufhebung nationalsozialistischer Unrechtsurteile in der Strafrechtspflege alle Urteile des Volksgerichtshofs aufgehoben wurden.
Bis heute bleibt die Betreuung aller noch lebenden Widerstandskämpfer und ihrer Familien sowie anderer Opfer des Naziregimes – soweit diese es wünschen – die zentrale Aufgabe der Stiftung.
Verstärkt wurde auch die Zusammenarbeit mit der Gedenkstätte Deutscher Widerstand, in deren Räumen die Geschäftsstelle der Stiftung seit 2005 ihren Sitz hat.
Gemeinsam dokumentieren die Stiftung und die Gedenkstätte Deutscher Widerstand mit dem Internetangebot „Der 20. Juli 1944. Erinnerungen an einen historischen Tag.“
2009 wurde der Jurist Rüdiger von Voss Ehrenvorsitzender der Stiftung.